# Leichtathletik-Hallensüdamerikameisterschaften
Die Leichtathletik-Hallensüdamerikameisterschaften sind Leichtathletik-Wettkämpfe, die vom südamerikanischen Kontinentalverband Confederación Sudamericana de Atletismo (CONSUDATLE) im Zwei-Jahres-Rhythmus veranstaltet werden. Die ersten Meisterschaften fanden 2020 in der bolivianischen Stadt Cochabamba statt. Damit organisiert Südamerika nach Europa (seit 1994) und Asien (seit 2004) als drittes kontinentale Hallenwettkämpfe in der Leichtathletik.

## Veranstaltungen
| Nr. | Jahr | Stadt      | Land     | Datum                    | Stadion                                                            | Wettbewerbe | Athleten |
| --- | ---- | ---------- | -------- | ------------------------ | ------------------------------------------------------------------ | ----------- | -------- |
| 01. | 2020 | Cochabamba | Bolivien | 1. bis 2. Februar 2020   | Estadio de Atletismo del Gobierno Autónomo Municipal de Cochabamba | 26          | 101      |
| 02. | 2022 | Cochabamba | Bolivien | 19. bis 20. Februar 2022 | Estadio de Atletismo del Gobierno Autónomo Municipal de Cochabamba | 26          | 117      |
| 03. | 2024 | Cochabamba | Bolivien | 27. bis 28. Januar 2024  | Estadio de Atletismo del Gobierno Autónomo Municipal de Cochabamba | 26          |          |
| 05. | 2025 | Cochabamba | Bolivien | 22. bis 23. Februar 2025 | Estadio de Atletismo del Gobierno Autónomo Municipal de Cochabamba | 24          |          |

## Meisterschaftsrekorde

### Männer
| Disziplin         | Rekord      | Athlet                                                         | Datum            |
| ----------------- | ----------- | -------------------------------------------------------------- | ---------------- |
| 60 m              | 6,58 s      | Felipe Bardi dos Santos                                        | 27. Januar 2024  |
| 200 m             | 21,34 s     | Rafael Vásquez                                                 | 2. Februar 2020  |
| 400 m             | 46,37 s     | Elián Larregina                                                | 28. Januar 2024  |
| 800 m             | 1:49,95 min | Leonardo Santos                                                | 23. Februar 2025 |
| 1500 m            | 3:50,09 min | Thiago André                                                   | 22. Februar 2025 |
| 3000 m            | 8:26,73 min | David Ninavia                                                  | 28. Januar 2024  |
| 60 m Hürden       | 7,58 s      | Eduardo de Deus                                                | 28. Januar 2024  |
| 4 × 400 m Staffel | 3:11,41 min | Javier Gómez Julio Rodríguez Kelvis Padrino José Antonio Maita | 28. Januar 2024  |
| Hochsprung        | 2,25 m      | Fernando Ferreira                                              | 2. Februar 2020  |
| Stabhochsprung    | 5,50 m      | Germán Chiaraviglio                                            | 1. Februar 2020  |
| Stabhochsprung    | 5,50 m      | Augusto Dutra                                                  | 19. Februar 2022 |
| Weitsprung        | 8,17 m      | José Luis Mandros                                              | 19. Februar 2022 |
| Dreisprung        | 17,10 m     | Alexsandro Melo                                                | 2. Februar 2020  |
| Kugelstoßen       | 21,71 m     | Darlan Romani                                                  | 19. Februar 2022 |
| Siebenkampf       | 5799 Punkte | Felipe dos Santos                                              | 19. Februar 2022 |

### Frauen
| Disziplin         | Rekord      | Athletin                                                 | Datum            |
| ----------------- | ----------- | -------------------------------------------------------- | ---------------- |
| 60 m              | 7,16 s      | Ana Azevedo                                              | 22. Februar 2025 |
| 200 m             | 24,19 s     | Natalia Linares                                          | 1. Februar 2020  |
| 400 m             | 53,34 s     | Tiffani Marinho                                          | 1. Februar 2020  |
| 800 m             | 2:08,20 min | María Pía Fernández                                      | 28. Januar 2024  |
| 1500 m            | 4:23,74 min | Anita Poma                                               | 23. Februar 2025 |
| 3000 m            | 9:43,90 min | Benita Parra                                             | 23. Februar 2025 |
| 60 m Hürden       | 8,09 s      | Ketiley Batista                                          | 28. Januar 2024  |
| 4 × 400 m Staffel | 3:47,36 min | Lucía Sotomayor Mariana Arce Tania Guasace Cecilia Gómez | 19. Februar 2022 |
| Hochsprung        | 1,85 m      | Valdiléia Martins                                        | 28. Januar 2024  |
| Stabhochsprung    | 4,25 m      | Beatriz Chagas                                           | 23. Februar 2025 |
| Weitsprung        | 6,64 m      | Natalia Linares                                          | 22. Februar 2025 |
| Dreisprung        | 14,17 m     | Regiclécia Cândido                                       | 23. Februar 2025 |
| Kugelstoßen       | 17,74 m     | Ivana Gallardo                                           | 27. Januar 2024  |
| Fünfkampf         | 4294 Punkte | Tamara de Sousa                                          | 22. Februar 2025 |

## Ewiger Medaillenspiegel
Insgesamt wurden bei Leichtathletik-Hallensüdamerikameisterschaften 78 Gold-, 75 Silber- und 62 Bronzemedaillen von Athleten aus zwölf Ländern gewonnen. Die nachfolgende Tabelle enthält alle Nationen in lexikographischer Ordnung (Stand: nach den Leichtathletik-Hallensüdamerikameisterschaften 2024).
| Platz | Land        | Gold | Silber | Bronze | Total |
| ----- | ----------- | ---- | ------ | ------ | ----- |
| 01    | Brasilien   | 52   | 31     | 24     | 107   |
| 02    | Bolivien    | 15   | 16     | 11     | 42    |
| 03    | Venezuela   | 8    | 14     | 8      | 30    |
| 04    | Argentinien | 6    | 11     | 21     | 38    |
| 05    | Kolumbien   | 5    | 5      | 4      | 6     |
| 06    | Peru        | 4    | 7      | 8      | 19    |
| 07    | Uruguay     | 4    | 6      | 3      | 13    |
| 08    | Chile       | 3    | 8      | 5      | 16    |
| 09    | Panama      | 3    | 1      | 0      | 11    |
| 10    | Ecuador     | 1    | 1      | 0      | 2     |
| 11    | Suriname    | 1    | 0      | 0      | 1     |
| 12    | Paraguay    | 0    | 0      | 2      | 2     |